# W niebo głosy
W niebo głosy – płyta zespołu Golec uOrkiestra wydana w 2003 roku. W albumie znajdują się kolędy i pastorałki.

## Lista utworów
1. Bóg się rodzi (2:58)
2. Przybieżeli do Betlejem (3:21)
3. W żłobie leży (3:27)
4. Wśród nocnej ciszy (2:43)
5. Gdy się Chrystus rodzi (3:22)
6. Dzisiaj w Betlejem (2:26)
7. Gore gwiazda (2:31)
8. Mizerna cicha (3:05)
9. Pójdźmy wszyscy do stajenki (2:51)

## Twórcy
- Paweł Golec – puzon, śpiew
- Łukasz Golec – trąbka, śpiew
- Edyta Golec – altówka, śpiew
- Wojtek Golec – akordeon
- Jarek Zawada – skrzypce, śpiew
- Zbigniew Michałek – skrzypce, śpiew
- Andrzej Małyjurek – basetla
- Jarosław Grzybowski – perkusja
- Robert Luty – perkusja
- Grzegorz Kapołka – gitary
- Andrzej Ziółek – bas gitara